# Кюмменегордская губерния
Кюмменегордская губерния — губерния Великого княжества Финляндского Российской империи, существовавшая в 1809—1831 годах.

## История и описание
Образована после Русско-шведской войны 1808—1809 годов и присоединения Финляндии к России на месте одноименного лена Шведской Финляндии в тех же границах. На финском и шведском языках название региона не менялось, поэтому слово губерния можно рассматривать как простой перевод на русский язык слова «лен». В составе губернии было 4 уезда и один город — Ловиза (фин. Ловийса), однако центром губернии служило село (ныне — город) Хейнола.
Население вскоре после присоединения к России насчитывало около 130 000 человек. Этнический состав населения: финны (большинство) и финские шведы (преимущественно, представители высших классов). Вероисповеданием абсолютного большинства населения губернии (как финнов, так и шведов) являлось лютеранство.
Большинство населения было занято в сельском хозяйстве. Промышленность была представлена, в основном, лесопилками. Сельхозпродукция и пиломатериалы поставлялись в города Финляндии, а также в Выборг и Санкт-Петербург.
Указом императора Николая I от 24 марта (5 апреля) 1831 года «О разделении Великого княжества Финляндского на восемь губерний», Кюмменегордская губерния была упразднена, а её большая часть включена в состав Хейнолаской губернии (в 1843 переименованной в Санкт-Михельскую). Меньшая часть территорий досталась  Тавастгусской и Нюландской губерниям.

## Губернаторы
- 1793–1810: Иоганн Герман Лоде — назначен шведами. Участвовал в Боргоском сейме, но спустя год покинул свой пост.
- 1810–1812: Фридрих Адольф Егерхорн — первый губернатор, назначенный русским императором (Александром I).
- 1812–1827: Андерс Густав Лангеншельд
- 1827–1828: Адольф Броберг
- 1828: Эрик Валленшельд
- 1828–1831: Авраам Иоаким Моландер